# Шумани
Шумани́ — село в Україні, у Любецькій селищній громаді Чернігівського району Чернігівської області. Населення становить 81 осіб.

## Історія
12 червня 2020 року, відповідно до розпорядження Кабінету Міністрів України № 730-р «Про визначення адміністративних центрів та затвердження територій територіальних громад Чернігівської області», увійшло до складу Любецької селищної громади.
19 липня 2020 року, в результаті адміністративно - територіальної реформи та ліквідації Ріпкинського району, село увійшло до складу Чернігівського району Чернігівської області.

## Відомі люди
У Шуманах вчителював батько Віталія Марковича Примакова, командира Червоного козацтва, Марк Григорович Примаков.